# 1932 Jansky
1932 Jansky је астероид главног астероидног појаса са средњом удаљеношћу од Сунца која износи 2,370 астрономских јединица (АЈ).
Апсолутна магнитуда астероида је 13,6.